# Kindercore Records
Kindercore Records ist ein US-amerikanisches Independent-Label aus Athens, Georgia und wurde 1996 von Ryan Lewis und Daniel Geller gegründet, um der wachsenden Musikszene vor Ort ein Forum zu bieten. Die erste Veröffentlichung war die Kompilation The Treble Revolution, die innerhalb einer Woche ausverkauft war. Es folgte die erste Single der Band Kincaid. Neben Indie- und Emo-Bands wie Vermont wurden auch von Hip-Hop beeinflusste Acts unter Vertrag genommen. Mit diesen neuen Bands erregte Kindercore Aufsehen in der Musikszene der Ostküste. Das Label wurde in dieser Anfangszeit finanziell unterstützt von Emperor Norton Records und konnte dadurch weiter entfernte Acts an sich binden wie Dressy Bessy aus Denver, Call and Response aus San Francisco und die britische Band Birdie. 2002 beendete Kindercore die Zusammenarbeit mit Emperor Norton Records und kooperierte daraufhin mit der Telegraph Company. Geller und Lewis beschlossen, ihr Musikangebot noch breiter zu fächern, und nahmen daher neue außergewöhnliche Gruppen unter Vertrag wie Maserati, Jet by Day und Paper Lions.
Die Geschäftsbeziehung zwischen Kindercore und Telegraph kam im Oktober 2003 allerdings zu einem abrupten Ende, nachdem höchst widersprüchliche Pressemitteilungen abwechselnd von Telegraph CEO Stan Hartman und Kindercore General Manager Jerod Gunsberg über das Schicksal des Unternehmens herausgegeben worden waren. Die Mitteilungen sorgten für große Verunsicherung in der Musikszene, denn es zeigte sich, dass Geller und Lewis nur mehr sehr wenig Kontrolle über die Gesellschaft ausübten, die sie gegründet hatten. Geller und Lewis verklagten daraufhin Telegraph CEO Stan Hartman und bekamen Recht. Als Folge davon erhielten sie wieder die Kontrolle über den Kindercore Katalog. Geller und Lewis wohnen immer noch in Athens. Lewis ist Kolumnist für den Athens Banner Herald. Geller macht weiterhin Musik mit seiner Band I Am the World Trade Center.

## Aktuelle und ehemalige Acts
- The Agenda
- Ashley Park
- Birdie
- Call and Response
- Dressy Bessy
- The Essex Green
- Etienne Charry
- The Four Corners
- I Am the World Trade Center
- Japancakes
- Jet by Day
- Kincaid
- Kitty Craft
- Marshmallow Coast
- Maserati
- Masters of the Hemisphere
- The Mendoza Line
- Of Montreal
- Paper Lions
- Richard Davies
- The Sixth Great Lake
- The Sunshine Fix
- Vermont